# El Español (semanario)
El Español fue una revista española de ideología falangista que se publicó durante la dictadura franquista. Fue fundada por Juan Aparicio en 1942 y dependía de la Delegación Nacional de Prensa y Propaganda. Buena parte de la intelectualidad falangista —como Ernesto Giménez Caballero— colaboró o escribió en la revista durante la década de 1940. Durante estos años los editoriales publicados por la revista solían ser consignas publicadas por todos los diarios de España.
El historiador José Carlos Mainer definió a El Español como: 

«un rotativo abigarrado, bastante mal compuesto, donde el sensacionalismo político [...] alternaba con la información literaria, las evocaciones históricas, las entrevistas y encuestas y las novelas seriadas».

La revista fue publicada en una primera etapa entre 1942-1947, y reapareció nuevamente, en una segunda etapa, durante la década de 1950.